# Manoir de Douville (Friardel)
Le manoir de Douville est une demeure de la fin du XVe ou du début du XVIe siècle qui se dresse sur le territoire de l'ancienne commune française de Friardel, dans le département du Calvados, en région Normandie. L'édifice est inscrit au titre des monuments historiques.

## Localisation
Le manoir est situé au lieudit Douville au bourg de Friardel au sein de la commune de La Vespière-Friardel, dans le département français du Calvados.

## Historique
L'édifice est daté de la fin du XVe ou du début du XVIe siècle.
À la fin du XVe siècle le fief est la possession de Jean Maillet qui sera anobli en 1522, et à qui on doit probablement la construction du manoir. Au XVIe ou au XVIIe siècle, les Maillet entrèrent en possession du château de Friardel.
Il est remanié au cours du XVIe siècle et au XVIIe siècle : un pavillon et une aile sont ajoutées, avec un pignon à encorbellement, probable remploi d'une partie d'un édifice d'Orbec.

## Description
Le manoir est constitué de pans de bois, de tuileau, de pierres et de briques. 
Trois éléments sont présents dans l'édifice : au premier édifice de la fin du XVe – XVIe siècle est ajouté un élément avec façade à pans de bois sculpté. Est présent également, du XVIIe siècle, un cellier avec une chambre munie d'une cheminée Renaissance, cette partie possédant en outre une tour.

## Protection
Le manoir en totalité est inscrit au titre des monuments historiques par arrêté du 15 décembre 2003.

## Pour approfondir